# Альберт Вінсеміус
Альберт Вінсеміус (нід. Albert Winsemius; *1910 — †4 грудня 1996) — нідерландський економіст, що здобув ступінь доктора економічних наук в Роттердамському університеті Еразма. Працював економічним радником у Сингапурі в період з 1961 по 1984 рік. Керував Дослідницькою місією ООН (англ. United Nations Survey Mission) у Сингапурі та став однією з ключових осіб у формуванні національної економічної стратегії розвитку країни.
У 1960 році доктор Вінсемус очолював комісію ООН з дослідження індустріального потенціалу Сінґапуру, який, щойно здобувши незалежність, стояв перед фактом високого безробіття та стрімкого росту населення. У результаті Вінсеміусом було представлено 10-річний план розвитку з перетворення Сингапуру з пакгаузного порту в центр виробництва та індустріалізації.